# Dissaporus juheli
Dissaporus juheli là một loài bọ cánh cứng trong họ Cerambycidae.